# 吉野源三郎
吉野 源三郎（よしの げんざぶろう、1899年〈明治32年〉4月9日 - 1981年〈昭和56年〉5月23日）は、編集者・児童文学者・評論家・翻訳家・反戦運動家・ジャーナリスト。昭和を代表する進歩的知識人。『君たちはどう生きるか』の著者として、また雑誌『世界』初代編集長としても知られている。岩波少年文庫の創設にも尽力した。明治大学教授、岩波書店常務取締役、日本ジャーナリスト会議初代議長、沖縄資料センター世話人などの要職を歴任した。

## 経歴

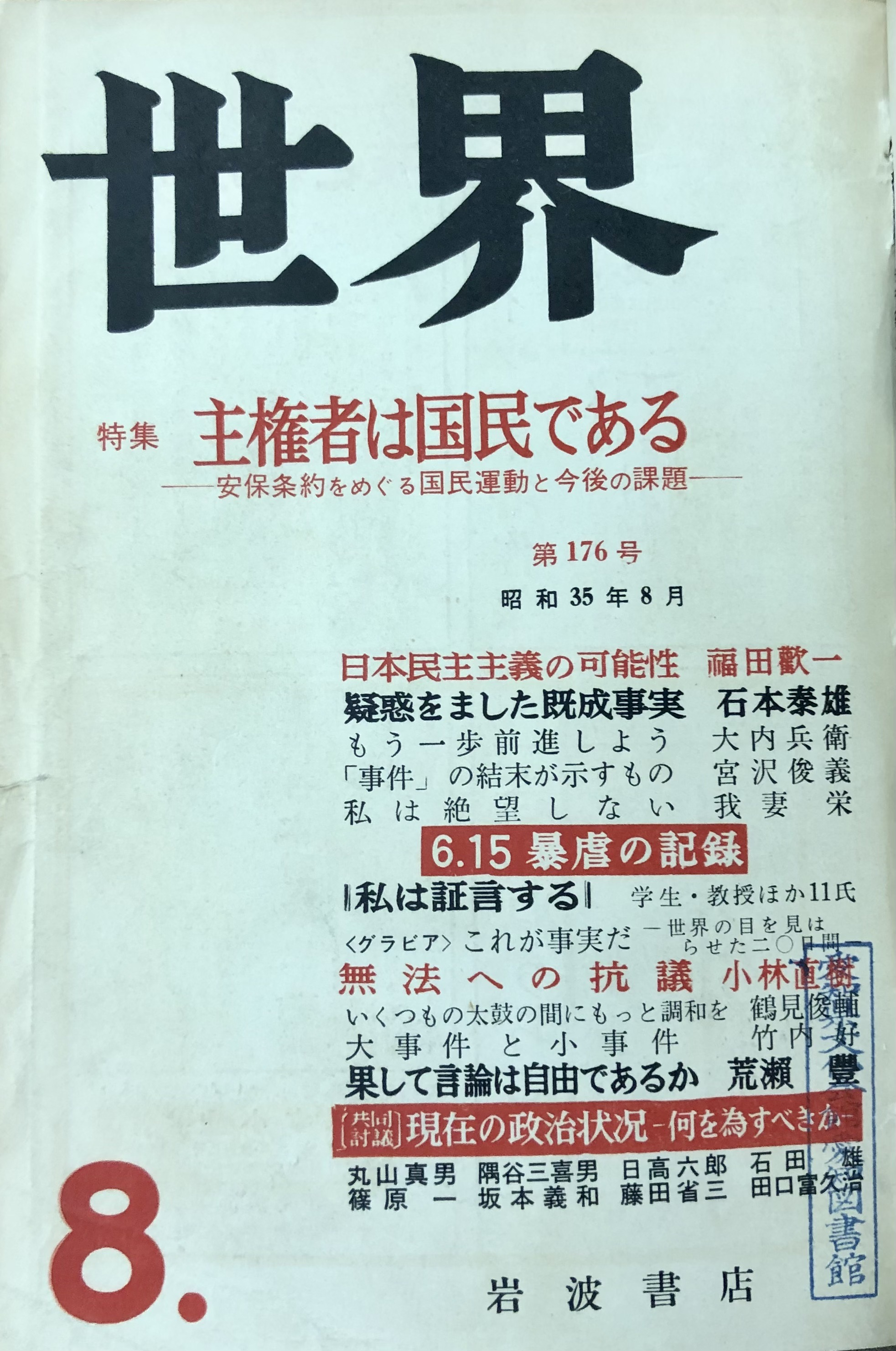
初代編集長を務めた『世界』

1899年（明治32年）、東京府（現・東京都）出身。父は株式取引所仲買人であった。
1912年（明治45年）、東京高等師範学校附属小学校（現：筑波大学附属小学校）卒業。1917年（大正6年）、東京高等師範学校附属中学校（現：筑波大学附属中学校・高等学校）卒業。
1918年（大正7年）、旧制第一高等学校に入学。1922年（大正11年）、2留の末第一高等学校を卒業し、東京帝国大学経済学部に入学。思索の中で哲学への思いが高じて文学部哲学科に転部した。
1925年（大正14年）、26歳で東京帝国大学文学部哲学科を卒業。思い立って陸軍に入隊する。歩兵少尉で除隊後の1927年（昭和2年）、東京大学図書館に就職。このころから政治に関心を持ち、社会主義系の団体の事務所に出入りするようになる。1931年（昭和6年）に治安維持法事件で逮捕、懲役2年執行猶予4年の有罪判決を受ける。これにより正八位返上を命じられる。このとき抱いた軍国主義への不信感が、後年の反戦活動、理想主義的な思想体系を形作ったと考えられる。
1935年（昭和10年）、山本有三の「日本少国民文庫」編集主任に就任。1937年（昭和12年）には明治大学講師に就任。この年、『君たちはどう生きるか』を刊行し、岩波書店に入社。1938年（昭和13年）、岩波新書を創刊。1939年（昭和14年）、明治大学教授に就任。戦時中も一貫して独自のヒューマニズム論を展開した。
1946年（昭和21年）、雑誌『世界』を創刊し、初代編集長に就任。いわゆる「戦後民主主義」の立場から、反戦・平和の姿勢で論陣を張った。1950年（昭和25年）4月15日に平和問題談話会を結成し、1951年（昭和26年）の対日講和条約に関しては、米国を含む52ヶ国との単独講和ではなく、ソ連や中国も含めた全面講和論を主張した。1959年（昭和34年）、「安保批判の会」結成に参加し、1960年（昭和35年）の安保闘争で活躍。この間、1949年（昭和24年）に岩波書店取締役、翌年に岩波書店常務取締役、1965年（昭和40年）に岩波書店編集顧問に就任した。
1975年（昭和50年）4月に行われた東京都知事選挙では、現職の美濃部亮吉の推薦人に名を連ねた。
同年8月4日に広島市で開催された「被爆30年広島国際フォーラム」の世話人を務めた。
1979年（昭和54年）4月に行われた東京都知事選挙では、元総評議長の太田薫の推薦人に名を連ねた。
1981年（昭和56年）、肺気腫症のため、82歳で死去。墓所は所沢市所沢聖地霊園。

## 評価
反戦への思いを熱く秘めたその作風は多くの支持を集め、『君たちはどう生きるか』は、刊行から70年経過した2003年（平成15年）の「私が好きな岩波文庫100」で5位にランクされた。岩波少年文庫各冊の終わりによせた「岩波少年文庫発刊に際して」という一文は、今もって評価が高い。また、温厚な人徳者として知られ、各方面に知己が多かった。2017年（平成29年）には、羽賀翔一によるマンガ『漫画　君たちはどう生きるか』（マガジンハウス）が人気を博し、原作の『君たちはどう生きるか』がブームとなった。

## 著作

### 図書
- 『君たちはどう生きるか』脇田和 絵、新潮社〈日本少国民文庫 4〉、1948年10月20日。
  - 『君たちはどう生きるか』脇田和 ほか絵、新潮社〈新編日本少国民文庫 6〉、1956年。
  - 『君たちはどう生きるか　波濤を越えて』ポプラ社〈吉野源三郎全集 ジュニア版 第1巻〉、1967年4月。ISBN 4-591-01341-3。
  - 『君たちはどう生きるか』脇田和 ほか絵、新潮社、1969年。
  - 『君たちはどう生きるか』岩波書店〈岩波文庫 青158-1〉、1982年11月16日。ISBN 4-00-331581-2。 - 付録：丸山真男「『君たちはどう生きるか』をめぐる回想」。
  - 『君たちはどう生きるか』（改訂）ポプラ社〈吉野源三郎全集 ジュニア版 1〉、2000年7月。ISBN 4-591-06532-4。
  - 『君たちはどう生きるか』岩波書店〈ワイド版岩波文庫〉、2006年4月14日。ISBN 4-00-007268-4。
  - 『君たちはどう生きるか』ポプラ社〈ポプラポケット文庫 378-1〉、2011年8月。ISBN 978-4-591-12540-3。 - (吉野 2000a)の新装改訂。
  - 『君たちはどう生きるか』マガジンハウス、2017年8月24日。ISBN 978-4-838-72946-3。
- 『人間の尊さを守ろう』山の木書店、1948年。
  - 『人間の尊さを守ろう』須田寿 絵、牧書店〈学校図書館文庫 30〉、1952年。
  - 『人間の尊さを守ろう　ぼくも人間きみも人間』ポプラ社〈吉野源三郎全集　ジュニア版 第2巻〉、1967年5月。ISBN 4-591-01342-1。
  - 『人間の尊さを守ろう』（改訂版）ポプラ社〈吉野源三郎全集 ジュニア版 3〉、2000年7月。ISBN 4-591-06534-0。
- 『人類の進歩につくした人』新潮社〈日本少国民文庫 6〉、1949年。 - 副題：エイブラハム・リンカーンの一生。
  - 『エイブ・リンカーン』向井潤吉 絵、岩波書店〈岩波少年文庫 178〉、1958年。
  - ジャッドソン『エイブ・リンカーン｜ジェーン・アダムスの生涯』村岡花子 訳、向井潤吉 ほか絵、岩波書店〈岩波少年少女文学全集 26〉、1962年。 - 「エイブ・リンカーン」と「ジェーン・アダムスの生涯」の合本。
  - 『エイブ・リンカーン』ポプラ社〈吉野源三郎全集　ジュニア版 第3巻〉、1967年5月。ISBN 4-591-01343-X。
  - 『エイブ・リンカーン』向井潤吉 絵、岩波書店〈岩波少年文庫 178〉、1969年。
  - 『エイブ・リンカーン』（改訂版）ポプラ社〈吉野源三郎全集 ジュニア版 4〉、2000年7月。ISBN 4-591-06535-9。 - 年譜あり。
  - 『エイブ・リンカーン』向井潤吉 絵、童話屋〈この人を見よ 1〉、2003年12月。ISBN 4-88747-040-1。
- 『私たちはどう生きるか』 第1巻 吉野源三郎集、上原重和 絵、ポプラ社、1958年9月。
- 『ぼくも人間きみも人間』福田豊四郎 ほか絵、牧書店〈牧少年少女文庫 14〉、1959年。
  - 『ぼくも人間きみも人間　波濤を越えて』（改訂）ポプラ社〈吉野源三郎全集 ジュニア版 2〉、2000年7月。ISBN 4-591-06533-2。
- 『君たちはどう生きるか』吉野源三郎 原作、大木直太郎 脚色、未来社〈未来劇場 第15巻〉、1954年。NDLJP:1362390。
- 『七〇年問題のために闘っている諸君へ』現代の理論社、1970年。
- 『同時代のこと　ヴェトナム戦争を忘れるな』岩波書店〈岩波新書〉、1974年10月21日。ISBN 4-00-412043-8。
- 『職業としての編集者』岩波書店〈岩波新書〉、1989年3月20日。ISBN 4-00-430065-7。 - 回想記、没後刊行。
- 『平和への意志　『世界』編輯後記1946-55年』岩波書店、1995年2月20日。ISBN 4-00-002988-6。
- 『「戦後」への訣別　『世界』編集後記1956-60年』岩波書店、1995年2月20日。ISBN 4-00-002989-4。
- 赤木かん子 編『星空は何を教えたか　あるおじさんの話したこと』ポプラ社〈ポプラ・ブック・ボックス 王冠の巻 1〉、2008年4月。ISBN 978-4-591-10206-0。
- 『人間を信じる』加藤節・緑川亨 解説、岩波書店〈岩波現代文庫 S223〉、2011年5月17日。ISBN 978-4-00-603223-4。

### 編著
- 『危機はここまで来ている』厚文社、1954年。 - 雑誌『世界』に連載（1953年6-11月号）。
- 『日本の運命』評論社〈復初文庫〉、1969年。 - 『世界』座談会集第1。
- 『日本における自由のための闘い』評論社〈復初文庫〉、1969年。 - 『世界』座談会集第2。
- 『原点　「戦後」とその問題』評論社〈復初文庫〉、1969年。 - 『世界』座談会集第3。
- 飯島, 宗一、具島, 兼三郎、吉野, 源三郎 編『核廃絶か破滅か　被爆30年広島国際フォーラムの記録』時事通信社〈市民の学術双書〉、1976年。

### 共著
- 吉野源三郎「ジャーナリストとして」『ジャーナリスト　その喜びと悲しみ』池島信平・扇谷正造ほか全6名、大蔵出版、1955年。
- 吉野源三郎「平和の構想 人間への信頼」『平和の思想 戦後日本思想大系 第4巻』鶴見俊輔 編・解説、筑摩書房、1968年。
- 吉野源三郎 著「歴史的な感想」、日本平和委員会 編『平和運動20年記念論文集』大月書店、1969年。平和運動20年記念出版。
- 吉野源三郎、アンリ・ファーブル ほか「人間の悩みとあやまち」『フシダカバチの秘密　ほか』光村図書出版〈光村ライブラリー 中学校編 第4巻〉、2005年11月。ISBN 4-89528-372-0。 - 挿画：内藤貞夫ほか、写真：岩波洋造ほか。

### 翻訳
- マルック『マールブルク学派に於ける認識主観論』岩波書店〈哲学論叢 第5〉、1928年。
- フリチョフ・ナンゼン ほか『わが人生観』岩波書店〈岩波新書 第77〉、1940年。
  - F・ナンゼン ほか『わが人生観』岩波書店〈岩波新書 特装版〉、1982年3月。 - 原タイトル：Living philosophies, a series of intimate credos.
- ドラ・ド・ヨング『あらしの前　レヴェル・ランド』ヤン・ホーウィ 絵、岩波書店〈岩波少年文庫 22〉、1951年。
  - ドラ・ド・ヨング『あらしの前』ヤン・ホーウィ 絵、岩波書店、1969年。
  - ドラ・ド・ヨング『あらしの前』（改版）岩波書店〈岩波少年文庫〉、1995年6月8日。ISBN 4-00-112127-1。 - 第14刷（第1刷：1951年）
  - ドラ・ド・ヨング『あらしの前』（新版）岩波書店〈岩波少年文庫 150〉、2008年3月14日。ISBN 978-4-00-114150-4。 - 原タイトル：The level land.
- ドラ・ド・ヨング『あらしのあと　レヴェル・ランド続』ジェン・キャスル 絵、岩波書店〈岩波少年文庫 29〉、1952年。
  - ドラ・ド・ヨング『あらしのあと』寺島竜一 絵、岩波書店、1969年。
  - ドラ・ド・ヨング『あらしのあと』（改版）岩波書店〈岩波少年文庫〉、1995年9月8日。ISBN 4-00-112128-X。 - 第13刷（第1刷：1952年）
  - ドラ・ド・ヨング『あらしのあと』（新版）岩波書店〈岩波少年文庫 151〉、2008年6月17日。ISBN 978-4-00-114151-1。 - 原タイトル：Return to the level land.
- S・ラダクリシュナン「議会制民主主義」『岩波講座現代思想』 別巻、岩波書店、1957年。
- レッシング 著「たとえばなし」、山本有三 編『世界名作選』 1巻、新潮社〈日本少国民文庫〉、1998年12月20日、9-10頁。ISBN 4-10-538001-X。
  - レッシング 著「たとえばなし」、山本有三 編『世界名作選』 1巻、新潮社〈新潮文庫 日本少国民文庫〉、2003年1月。ISBN 4-10-106012-6。

## 関連文献
- 「書評 吉野源三郎「エイブ・リンカーン」」『鶴見俊輔著作集』 5巻、筑摩書房、1976年。
- 岩倉博『吉野源三郎の生涯　平和の意志 編集の力』花伝社、2022年